# Юліане Зайфарт
Юліане Зайфарт (нім. Juliane Seyfarth) — німецька стрибунка з трампліна, дворазова чемпіонка світу.
Золоту медаль чемпіонки світу Зайфарт виборола в складі німецької команди в командних змаганнях на нормальному трампліні чемпіонату 2019 року, що проходив в австрійському місті Зефельд-ін-Тіроль. На цьому ж чемпіонаті вона виборола ще одну золоту медаль в складі змішаної команди. 

## Результати чемпіонатів світу
| Рік  | Нормальний трамплін | Командні, НТ | Змішані командні |
| ---- | ------------------- | ------------ | ---------------- |
| 2011 | 31                  |              |                  |
| 2013 | —                   |              | —                |
| 2015 | 14                  |              | —                |
| 2017 | —                   |              | —                |
| 2019 | 4                   | 1            | 1                |

## Зовнішні посилання
- Досьє на сайті FIS [Архівовано 27 лютого 2019 у Wayback Machine.]

## Виноски
1. ↑  Women's team normal hill results (PDF). Архів оригіналу (PDF) за 27 лютого 2019. Процитовано 27 лютого 2019.